# Academia de Artă Brera

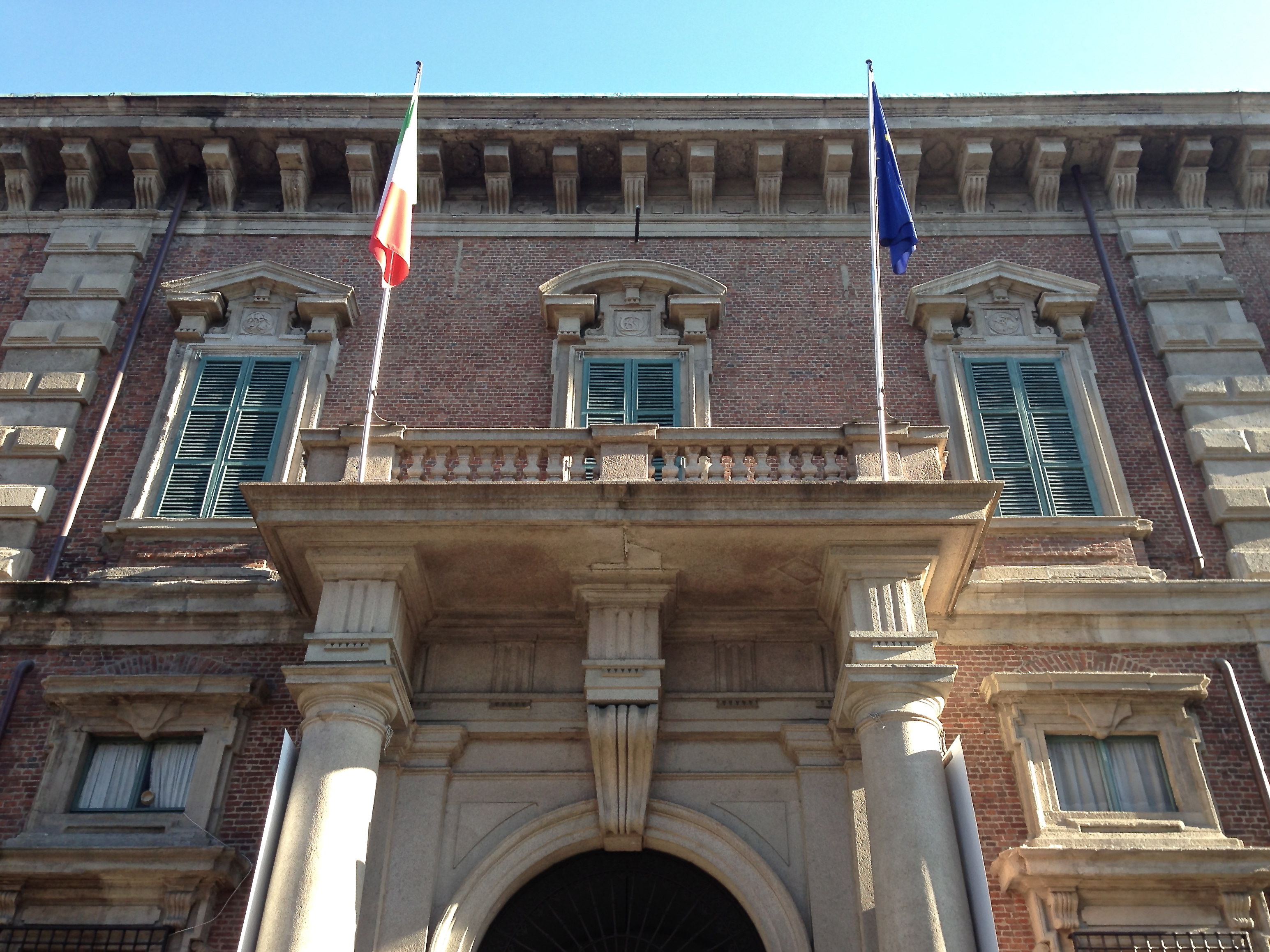
Intrarea Academiei de Artă Brera

Academia de Artă Brera (italiană: Accademia di Belle Arti di Brera), cunoscută și ca Accademia di Brera, este o instituție de studii superioare din Milano, Italia. A fost fondată in 1776 de către Maria Terezia a Austriei.

## Listă de elevi și profesori
| - Valerio Adami - Vincenzo Agnetti - Giulio Ulisse Arata - Kenjirō Azuma - Enrico Baj - Guido Ballo - Vanessa Beecroft - Luca Beltrami - Floriano Bodini - Camillo Boito - Pompeo Borra - Giuseppe Bossi - Carlo Bugatti - Fernando Carcupino - Vincenzo Camuccini - Antonio Canova - Domenico Cantatore - Oreste Carpi - Aldo Carpi - Carlo Carrà - Raffaele Casnedi - Alik Cavaliere - Giuliano Collina - Gianni Colombo - Cherubino Cornienti - Jacques-Louis David - Ugo Dossi - Luciano Fabro - Vincenzo Ferrari - Carlo Ferrari - Dario Fo - Lucio Fontana - Piero Fornasetti - Achille Funi - Giuseppe Gabellone | - Francesco Hayez - Karin Hazelwander - Giuseppe Longhi - Giovanni Madonini - Emilio Magistretti - Miltos Manetas - Piero Manzoni - Marino Marini - Fausto Melotti - Luciano Minguzzi - Bruno Munari - Dante Parini - Giuseppe Pellizza da Volpedo - Umberto Pettinicchio - Giuseppe Piermarini - Arnaldo Pomodoro - Gaetano Previati - Domenico Purificato - Ennio Quirino Visconti - Mauro Reggiani - Giuseppe Romagnoni - Medardo Rosso - Roberto Sanesi - Antonio Sant'Elia - Friedrich von Schmidt - Giovanni Segantini - Antonio Soldini - Luisa Spinatelli - Bertel Thorvaldsen - Tommaso Trini - Gianfilippo Usellini - Italo Valenti - Tito Varisco - Adolfo Wildt |